# Portaria (recinto)

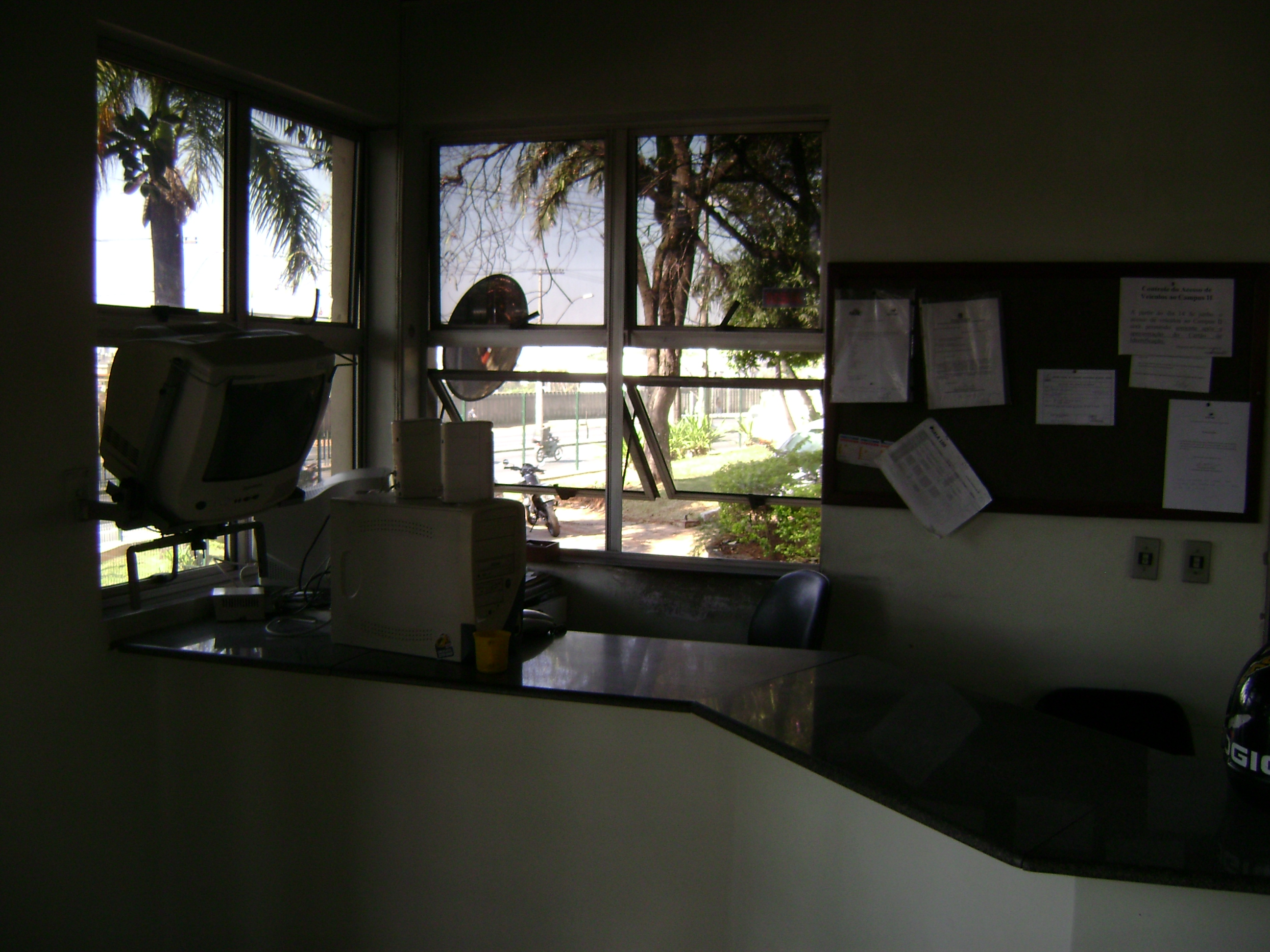
Portaria do campus II do Cefet-MG

Portaria é uma sala na entrada de um  edifício usada para controlar a circulação de pessoas no recinto.
Na portaria trabalha o Porteiro e ela é a recepção de um edifício público ou privado, podendo possuir um serviço de acolhimento ao público.
Uma nova possibilidade de portarias que vem sendo inseridas são portarias virtuais, as quais não possuem porteiros e o acesso é feito a partir de impressão digital, senhas ou controles. 